# Les Bidochon usent le forfait
Les Bidochon usent le forfait est le dix-septième album de la série Les Bidochon créée par Christian Binet, paru en 2000.

## Synopsis
Robert a décidé d'acheter un téléphone mobile. Il se rend donc en ville et entre de plain pied dans le XXIe siècle. Par mesure d'économie, il se lance dans une tentative désespérée pour « user le forfait » (car, selon lui, on ne perd de l'argent que lorsqu'on ne téléphone pas). Démarre ainsi une suite d'appels inutiles (« Devine d'où je t'appelle ? Depuis le canapé ! ») qui iront jusqu'à repousser une potentielle attaque extraterrestre. Robert remplit également son répertoire de 80 numéros pris au hasard dans l'annuaire et harcèle téléphoniquement un certain Grapowski, qui a le malheur de se trouver sous la douche chaque fois que Robert fait à Raymonde la démonstration de la combinaison « touche Bis + forfait ». Il se lance également dans l'achat d'un répondeur et dans une refonte totale de son répertoire. Finalement perdu en forêt, Robert appelle à l'aide Grapowski qui arrive armé d'une carabine pendant que Robert se félicite de ce que le portable rapproche les hommes.

## Commentaires
- Chaque histoire est précédée par une case où il est inscrit « À combien se monte ma facture de téléphone ? » » dans une langue différente.
- Le téléphone est-il une histoire d'hommes ? En tout cas, il n'y a que René et Robert qui se rendent ridicules dans cet album.
- Binet ne dédicace pas cet album à la phrase « Devine d'où je t'appelle » qui revient régulièrement dans l'histoire.

## Couverture
Assis sur le canapé, Robert appelle depuis son mobile Raymonde qui se trouve à côté de lui.

## Prix
- 2001 : Alph'Art du public au festival d'Angoulême